# T54中型戰車
T54中型戰車（英語：105mm Gun Tank T54）是美國於1950年代所研發的一系列原型中戰車，主要含有三個同樣使用M48巴頓坦克底盤，但安裝不同炮塔的版本；所有版本均裝備一門105毫米主炮。最初的T54設計使用常規炮塔及一門自動裝填的105毫米炮；T54E1則使用了搖擺式炮塔，同時裝備了自動裝彈機；而T54E2則使用了常規炮塔，但取消了自動裝彈機，回歸人力裝填。T54E1的炮塔與T69的炮塔十分相似，兩者皆採用了搖擺式的設計，且組員均為三人。T54E1的彈倉內一次可填入九發彈藥，意即其可連續射擊九發而無須裝填。T54E1的設計於1956年被摒棄，而T54計畫則於1957年被完全中止，以開發較為先進的T95中型戰車。

## 發展
1950年12月，陸軍裝備開發指南（Army Equipment Development Guide）建議軍方應在新型戰車上安裝105毫米主炮。1951年7月6日，軍備技術委員會第33842號會議紀錄（Ordnance Technical Committee Minutes, OTCM）正式啟動兩款新型戰車的開發計畫，分別為：T54 105毫米主炮戰車（105mm gun tank T54）與T54E1 105毫米主炮戰車（105mm gun tank T54E1）。T54使用的T140 105毫米主炮是T5E2 105毫米炮的輕量化版本，而後者正是T29重型戰車的主炮。T140 105毫米主炮計畫配合自動裝彈機一同使用；而當該門炮被些微改良並裝載於T54E1的搖擺式炮塔上時，它被重新命名為T140E2 105毫米主炮。

## 型號

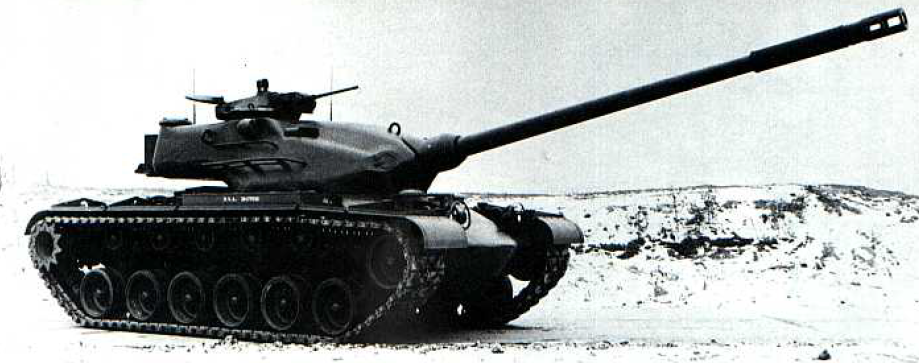
T54E2原型车

- T54：使用常規炮塔及一門自動裝填的T140 105毫米炮。[2]

- T54E1：使用搖擺式炮塔及一門自動裝填的T140E2 105毫米炮。[2]
- T54E2：使用常規炮塔及一門人力裝填的T140E3 105毫米炮。[3]

### 註記
1. ↑  Ogorkiewicz (1991), p. 48, p. 391
2. 1 2 3  Hunnicutt, R.P. . Presidio. 1984: 126.
3. ↑  Hunnicutt, R.P. . Presidio. 1984: 134.

### 圖書
- Ogorkiewicz, Richard M. . Jane's Information Group Limited. 1991: 48, 391. ISBN 0-7106-0595-1.
- Hunnicutt, R.P. . Presidio. 1984. ISBN 0891412301.